# 士会
士会（？—？），祁姓、士氏，名会，因被封于随、范，以邑为氏，别为范氏，谥武，又被称为士季、随会、随季、范子、范会、武季、随武子、范武子。是士蒍之孙，成伯缺之子，春秋晋国中军将、太傅。

## 生平

### 摄车右
前632年，士会参与城濮之战。战役结束后的六月十六日，晋军渡过黄河，车右舟之侨擅自先行回国，士会代理车右。

### 迎公子
前621年，晋襄公去世，太子夷皋尚在襁褓中，因为连年发生祸难，晋国人打算立年长的国君。正卿中军将赵盾属意公子雍，就派先蔑和士会到秦国迎接公子雍。

### 奔秦
前620年四月，秦康公派兵送公子雍回国，晋襄公的夫人穆嬴每天抱着太子在朝廷上哭诉太子无罪不应废立，又去赵氏家中向赵盾叩头，赵盾和大夫们都怕穆嬴，而且害怕穆嬴党羽的威逼，便背弃了公子雍而立了太子夷皋为君，发兵抵御秦国护送公子雍的军队。四月初一，晋军在令狐打败秦军，一直追到刳首。次日，先蔑逃亡到秦国，士会跟着他逃亡。
士会在秦国三年，没有和先蔑见面。随行的人说：“能和别人一起逃亡到这个国家，而不能在这里见面，那有什么用处？”士会说：“我和他罪过相同，并不是认为他有道义才跟他来的，见面干什么？”一直到回国，没有见过面。

### 河曲之战
前615年冬，为了报复令狐之战，秦康公发兵攻打晋国，占取了羁马。晋国发兵抵御，在河曲迎战秦军。上军佐臾骈说：“秦军不能持久，请高筑军垒巩固军营等着他们。”赵盾听从了他的意见。
秦军准备出战，秦康公问士会：“用什么办法作战？”士会回答说：“赵盾新近提拔他的下属臾骈，一定是他出的这个主意，想让我军久驻在外感到疲乏。赵氏有一个旁支子弟名叫赵穿，是晋襄公的女婿，受到赵盾的宠信，年纪轻轻不懂得作战，喜好勇猛又狂妄，讨厌臾骈担任上军佐的高官。如果派出一些勇敢而不刚强的人对晋国上军加以袭击，或许还有可能战胜赵穿。”
十二月初四，秦国袭击晋国的上军，上军按兵不动。赵穿出去追赶秦军，没有追上，他回来后生气指责上军为何不出战？上军的军官说是在等待战机。赵穿说自己不懂得计谋，打算独自出战，就带领他的士兵出战。赵盾担心赵穿被俘，率领全军出战，双方刚一交战就都退兵了。夜里，秦国使者来访，说是要第二天再痛痛快快的打一仗。臾骈认为秦国使者眼神不安、声音失常，感觉秦军晚上要逃，建议晋军追击。胥甲和赵穿认为己方未收死伤，又不按约出战，既不仁慈又没有勇气，挡住营门阻止晋军出动，秦军趁夜逃走。不久，秦军又入侵晋国，进入瑕地。

### 返晋
前614年夏季，晋国因为担心秦国任用士会，六卿在诸浮会见。赵盾说：“士会在秦国，狐射姑在狄人那里，祸患每天都可能发生，该怎么办？”荀林父说：“请让狐射姑回来，他了解外界的事情，而且狐氏过去功勋卓著。”郤缺说：“狐射姑喜欢作乱，而且罪过大，不如让士会回来。士会能够忍受卑贱而有羞恶之心，性情虽然柔和却不容侵犯。他的智谋足以使用，而且没有罪过。”
晋国就让魏寿馀假装率领魏地的人叛乱，以引诱士会。晋国假意扣押了魏寿馀的妻子儿女，让他夜里逃走。魏寿馀逃到秦国，请求把魏地并入秦国，秦康公答应了。魏寿馀在秦国朝廷上踩了一下士会的脚，示意士会与他一起回晋国。不久，秦康公率领军队驻扎在魏地隔河相对的河西。魏寿馀说：“请派一位来自东边而又能与魏地几位官员说得上话的，我与他一起先去。”秦康公选派了士会，士会辞谢说：“晋国人，是老虎和豺狼，如果他们违背原来的话不让臣回来，臣死了，妻子儿女也将被诛戮。这对国君没有好处，您后悔也来不及了。”秦康公说：“如果晋国违背原来的话不让你回来，寡人若不送还你的妻子儿女，必受河神惩罚！”这样士会才敢去。秦国大夫绕朝把马鞭送给士会，说：“您可别说秦国没有人才，我的计谋正好不被采用罢了。”渡过黄河以后，魏地人因得到士会而欢呼，熙熙嚷嚷地回去了。秦国人送还了士会的妻子儿女，士会留在秦国的家人都改为刘氏。

### 谏灵公
前607年，晋灵公的厨子因为没把熊掌烧煮熟，被晋灵公杀死，尸体装进畚箕里，让女人用头顶着走过朝庭。赵盾和士会看到死人的手，问起杀人的缘故，感到担心，准备向晋灵公进谏。士会对赵盾说：“你劝谏如果都听不进去，就没有人继续劝谏了。请让我先去，国君如果不听，你再接着劝谏。”士会进见晋灵公，前两次晋灵公都假装没看到，第三次，士会到达屋檐下，晋灵公才转眼看他，说：“我知道错了，会改的。”士会叩头回答说：“一个人谁没有错，有了过错能够改正，就没有比这再好的事情了。《诗经》说：‘事情不难有个好开始，很少能有个好结果。’如果像这样，能够弥补过错的人就很少了。国君能够有好结果，那就是国家的保障了，岂止是是臣下们所依赖的？《诗经》又说：‘周宣王有了过失，只有仲山甫来弥补。’这说的是能够弥补错误。国君能够弥补错误，晋国社稷就不会被废弃了。”晋灵公尽管口头上说要改错，行动上还是不改正。赵盾屡次进谏，晋灵公很讨厌他，几次派人暗杀赵盾，晋灵公最终被赵穿杀死。

### 伐郑
前606年，晋成公发兵攻打郑国，到达郔地。郑国和晋国讲和，士会到郑国缔结盟约。

### 将上军
前601年，郤缺升任中军将，士会出任上军将。

### 救郑
前599年冬，楚庄王进攻郑国。士会救郑，在颍水北面赶走了楚军。

### 邲之战
前597年，楚庄王率军围困郑国，六月，晋国的军队去救郑国，士会担任上军将。到达黄河后，传来了郑国已与楚国讲和的消息，中军将荀林父想要回去，说：“没有赶到郑国，又劳动百姓，出兵有什么用？等楚军回去以后我军再出兵进攻郑国，还不算晚。”士会说：“好。我听说用兵之道，要观察敌人的间隙之后再行动，德行、刑罚、政令、事务、典则、礼仪合乎常道，就是不可抵挡的，不能进攻这样的国家。楚庄王讨伐郑国，是对郑国二心感到愤怒，又哀怜郑国的卑辞求饶，郑国背叛就讨伐他，郑国顺服就赦免他，德行、刑罚都实现了。讨伐背叛，这是刑罚；安抚顺服，这是德行，这二者就都树立起来了。楚军去年攻入陈国，如今进攻郑国，百姓并不感到疲劳，国君没有受到怨恨，政令就合于常道了。楚军摆成荆尸之阵而后发兵，井井有条，商贩、农民、工匠、店主都不废时失业，步兵车兵关系和睦，事务就互不侵犯了。孙叔敖做令尹，选择实行楚国好的法典，军队出动，右军跟随主将的车辕，左军打草作为歇息的准备，前军以旄旌开路以防意外，中军斟酌谋划，后军以精兵押阵。各级军官根据象征自己的旌旗的指示而采取行动，军事政务不必等待命令而完备，这就是能够运用典则了。楚庄王选拔人材，同姓中选择亲近的支系，异姓中选择世代旧臣的后裔，提拔不遗漏有德行的人，赏赐不遣漏有功劳的人。对老人有优待，对旅客有赐予。君子和小人，各有规定的服饰。对尊贵的有一定的礼节示以尊重，对低贱的有一定的等级示以威严。这就是礼节没有不顺的了。德行树立，刑罚施行，政事成就，事务合时，典则执行，礼节顺当，怎么能抵挡楚国？看到可能就前进，遇到困难就后退，这是治军的好办法。兼并衰弱进攻昏暗，这是用兵的好规则。您姑且整顿军队、筹划武备吧！还有弱小而昏暗的国家，为什么一定要进攻楚军？仲虺说：‘占取动乱之国，欺侮可以灭亡之国。’说的就是兼并衰弱。《诗经·周颂·酌》篇说：‘天子的军队多么神气，率领他们把昏昧的国家占取。’说的就是进攻昏昧。《诗经·周颂·武》篇说：‘武王的功业无比伟大强盛。’安抚衰弱进攻昏暗，以致力于功业所在，这就可以了。”中军佐先縠说：“不行。晋国所以能称霸诸侯，是由于军队勇敢、臣下得力。现在失去了诸侯，不能说是得力；有了敌人不去追逐，不能说是勇敢。由于我们而丢掉霸主的地位，不如去死了算了。而且晋国整顿军队不出动，听到敌人强大就退却，这不是大丈夫。任命为军队的统帅，而做出了不是大丈夫所做的事，这只有你们能做得出，我是不会干的。”说完，就带领中军佐所属军队渡过黄河，晋军不得不全军渡河。
楚国的少宰到晋军中去，说：“我国的君主年轻时就遭到忧患，不善于辞令。听到两位先君楚成王和楚穆王来往于这条道路上，就是打算教导和安定郑国，岂敢得罪晋国？诸位不要待得太久了。”士会说：“从前周平王命令我们的先君晋文侯说：‘和郑国共同辅佐周王室，不要废弃天子的命令。’现在郑国不遵循天子的命令，我国国君派下臣们质问郑国，岂敢劳动楚国官吏来迎送？恭敬地拜谢君王的命令。”先縠认为这是奉承楚国，派赵括跟上去更正说：“我们临时行人的说法不恰当。我国的君主要求臣下们把楚国赶出郑国，说：‘不要躲避敌人。’臣下们没有地方可以逃避命令。”
晋国的魏锜请求做公族大夫，没有达到目的，十分愤怒，想要使晋军失败。魏锜请求单车挑战，没有得到允许，请求出使楚军，得到许可。赵旃请求做卿没有达到目的，而且对于放走楚国单车挑战之人很生气，就请求挑战，没有得到允许。赵旃又请求召请楚国人前来结盟，得到了许可。赵旃和魏锜都接受命令而前去。郤克说：“这两个心怀不满的人去了，若不加防备，我们必定失败。”先縠说：“郑国人劝我们作战，我们不敢听从；楚国人求和，又不能实行友好。带兵没有固定的策略，多加防备做什么？”士会说：“防备他们为好。如果这两位激怒了楚国，楚国人乘机掩袭，马上就会丧失军队，不如防备他们，楚国人没有恶意，撤除戒备而结盟，哪里会损害友好？如果带着恶意而来，有了防备，不会失败。而且即使是诸侯相见，军队的守备也不加撤除，这就是警惕。”先縠不同意。士会就派巩朔和韩穿率领七队伏兵埋伏在敖山之前。
魏锜和赵旃果然引来了楚军，晋军阵脚大乱，向右转移，准备逃过河去，上军没有行动。楚庄王派遣潘党率领后备的四十辆战车，跟随唐惠侯作为左方阵，迎战晋国的上军。上军佐郤克问：“要抵御他们吗？”士会说：“楚军的士气正旺，如果他们集中兵力对付我们上军，我们必然会被消灭，不如收兵撤退。分担战败的指责，保全士兵的生命，不也是可以的吗？”士会就亲自为上军殿后，收兵撤退，加上事先安排了伏兵，所以在晋军大败的情况下，上军得以不败。

### 佐中军
前596年秋季，先縠召来赤狄进攻晋国。冬季，晋国人追究邲之战失利以及勾结赤狄的责任，把先縠杀了，士会继任为中军佐。

### 将中军
前593年春季，士会率领军队灭亡了赤狄的甲氏、留吁、铎辰。三月，晋国向周定王进献俘虏的狄人。晋景公在向周定王请示后，于三月二十七日把礼服赐给士会，命令他担任中军将并兼任太傅，如此一来晋国的盗贼都逃奔到秦国。羊舌职评价说：“我听说，‘禹提拔善人，不善的人因此远离’，说的就是这样的事情吧！《诗经》说，‘战战兢兢，如同面临深渊，如同踩着薄冰’，这是因为有善人在上面执政。有善人在上面，国家中就没有心存侥幸的百姓。俗话说，‘百姓多存侥幸，就是国家的不幸’，这就是没有善人在位的说法。”

### 受宴习礼
前593年冬季，晋景公派士会调解王室的纠纷，周定王设享礼招待他，周王卿士原襄公主持典礼，把切开的带骨的肉放在盛肉的器具里。士会私下对原襄公说：“我听说王室的礼宴是不毁折牲体的，现在这是什么礼节呢？”周定王看到他们在交谈，便叫来原襄公询问，原襄公把士会的话告诉了周定王。周定王召见士会说：“季氏，你没有听说过吗？褅郊祀典有全烝，天子设享礼招待王公有摆而不食的‘房烝’，设宴礼有招待亲戚有把肉切成块的‘殽烝’。诸侯应当设享礼招待，卿、大夫应当设宴会招待，这是王室的礼节。今天您不是外人，是叔父晋景公派来重申晋国与王室的友好关系，辅助我们周室的。所以用先王的宴饮之礼，作为对您的款待。我怎么敢设全烝、房烝呢？它虽然丰厚却不是亲戚宴享之礼，而且还违背了成例，损害了过去的友好关系。王室只有招待戎狄之人时才用全牲，戎狄之人轻率且不修边幅，贪心又不讲礼让。这种人的素质若不加调教，就像禽兽一样；所以他们来献纳贡赋时，不必给予精致的酒食，让他们坐在门外而由舌人把全牲给他们食用。现在你们晋国是王室的兄弟，按规定来朝见天子，所以要用适合的典礼来招待，以此为人们作个好榜样，因而择取了鲜美的牲肉，选用了芬香的配料，精制了甘醇的酒醴，配备了佐餐的果品，备下簠簋，捧来牺象，抬出樽彝，安放鼎俎，洗净巾幂，恭恭敬敬地清扫了殿堂，切好了牲畜的肉而一起来宴饮享用。于是就有了待客的礼仪，酬宾的礼物，用以表示亲近友好，怎么能像对待戎狄那样把全牲端出来呢？
宴请王公诸侯用房烝，那是是要解决军国大事，建立大功勋、表彰大事物，所以站着享用半牲而已。半牲表示具备礼仪，宴饮表示亲密融洽，所以每年一次聚会不觉厌倦，每季一次宴饮不觉过份，每月的统计、每旬的事务、每天的工作不致荒废。服饰可以表明功绩，色彩可以显示德行，纹饰可以比拟物象，仪节可以序次尊卑，礼容具有尊严，威仪具有法度，肴食的五味充实气志，器物的五色净化心灵，乐舞的五声昭示道德，礼仪的五义纲纪行为，饮食可口，情谊可观，酬礼可嘉，法度得以推行而道德得以建立。古代娴于礼仪的人，哪里要用全牲呢？”
士会不敢对答而告退，回国后讲习汇编夏、殷、周三代的典礼，恢复了晋文公所制订的执秩之法作为晋国的法度。

### 告老
前592年春季，晋国的郤克出使齐国，齐顷公用帷幕遮住母亲萧同叔子让她观看郤克的跛脚样子。郤克登上台阶，萧同叔子在房里笑起来。郤克大怒，发誓要报复，回国就向晋景公请求发兵攻打齐国，晋景公不答应，郤克请求带领家族武装去进攻齐国，晋景公也不答应。
士会从朝中退下后，对儿子士燮说：“燮儿，我听说，触犯了别人，引起愤怒，必定会得到报复。喜怒合于礼法的是很少的，不合礼法的相反倒是很多。《诗经》说：‘君子如果发怒，祸乱或许可以很快阻住。君子如果喜悦，祸乱或许可以很快停歇。’君子的喜怒是用来阻止祸乱的。如果不是阻止，就一定会增加祸乱。郤克的愤怒够大了，他不能在齐国得逞，那么一定要在晋国发泄出来。如果他不能在晋国执政，又怎么能宣泄他的愤怒呢？我准备告老辞职，以便郤克有权满足他的愿望，这样他就不会在国内制造矛盾来代替国外的矛盾。我希望你努力随从众卿，以完成国君的命令，一切都恭敬从事。”士会就告老请辞了。郤克递升为中军将，执掌国政。前589年，郤克率军击败齐国，报了一辱之仇。

### 杖文子
有一天，士燮很晚才退朝回来，士会问他：“为什么回来这么晚啊？”士燮回答说：“有位秦国来的客人在朝中讲隐语，大夫中没有一个能够回答出来，我把其中的三条解释出来。”士会发怒说：“大夫们不是不能回答，而是出于对父兄的谦让不说罢了。你只是个小孩子，却在朝中三次抢先，掩盖他人的风光。如果不是我在晋国，你早就完蛋了！”士会说着就用手杖打儿子，把士燮玄冠上的簪子都给打断了。

### 勉文子
前589年9月，晋国军队大胜回国，士燮最后才入城。士会对他说：“燮儿啊，你不知道我盼着你回来吗？”士燮回答说：“这支军队是中军将郤克统帅的军队，打了胜仗，国人高兴地迎接他们。如果我先回来，那国人将会把注意力集中在我身上，这是代替统帅接受荣誉，所以我不敢这样做。”士会说：“你这样做，我知道你可以免于祸难了。”

## 身后

### 念德修法
前573年二月初一，晋悼公在朝廷上即位，任命士鲂为新军将，说：“他是士会的小儿子，士会申明法令，安定了晋国，直到今天还在用他的法令。士会的功德，难道可以忘记吗？”又派士渥浊做太傅，让他学习范武子之法。

### 光辅五君
士会孙子士匄的家臣訾祏评价士会为：“辅佐晋文公、晋襄公称霸诸侯，诸侯没有二心。等做了卿，辅佐晋成公、晋景公，军队中没有败坏的政事。及至做了晋景公的军师，官居太傅，端正刑法，汇合训导的法规，国中没有奸刁的百姓，后人可以遵从效法，因此获封随、范二邑。”

### 能歆神人
前546年六月初九，诸侯在宋国举行弭兵之盟，楚国令尹屈建向晋国中军将赵武询问说：“士会的德行如何？”赵武回答说：“这个人的家事治理得井然有序，对晋国人来说没有任何可以隐瞒的事情，他的祝史向鬼神表示诚信，没有言不由衷的话。”屈建回去把话告诉楚康王，楚康王说：“高尚啊！能够让神和人高兴，难怪士会能辅佐五世国君作盟主。”
前522年，齐景公患了疟疾，一年都没有治愈，梁丘据和裔款认为是祝史无能，建议杀掉祝固、史嚚。晏婴引述赵武向屈建评价士会的话，劝说齐景公要努力修德而不是怪罪他人。

### 吾谁与归
有一天，赵武与叔向到晋国的墓地游玩，赵武问：“如果死者可以复生的话，我们跟谁在一起呢？”叔向回答说：“应该是阳处父了！”赵武说：“阳处父在晋国处事廉洁正直，然而不免被人所杀，他的智慧不值得称道。”叔向说：“那应该是狐偃了！”赵武说：“狐偃只看到保全自身的利益，而不顾及辅佐国君治国，他的仁义不值得称道。我认为应该是士会！他向国君进谏不忘记自己的老师，讲自身的行为不遗漏自己的朋友，事奉国君不结纳党羽，而推举贤人，不阿谀奉承，而辞退不贤的人。”